# Aleš Kohout
Aleš Kohout (* 3. Januar 1972 in Mladá Boleslav) ist ein ehemaliger tschechischer Fußballspieler.

## Spielerkarriere
Kohout spielte in der Saison 1997/98 und 1998/99 für den FK Jablonec in der Gambrinus Liga. Im Frühjahr 1999 war der Stürmer an den damaligen Zweitligisten FK Mladá Boleslav ausgeliehen. Anschließend wechselte er zum Wuppertaler SV, wo er bis 2005 blieb. Die nächsten beiden Jahre verbrachte er bei der SSVg Velbert, ehe er sich zur Saison 2007/08 dem KFC Uerdingen 05 anschloss. Im Sommer 2008 beendete Kohout seine Laufbahn.